# E-könyvek igény szerint
Az E-könyvek igény szerint (EOD) egy európai projekt, amely az Európai Bizottság társfinanszírozásában működött a Kultúra Program keretében 2009 májusától 2013 áprilisáig. 10 ország 20 könyvtára vesz részt a projektben. Az EOD az eBooks on Demand angol elnevezés rövidítése. Az EOD-projekt koordinátora az Innsbrucki Egyetemi Könyvtár. A kezdeményezést kifejezetten könyvtárak számára hozták létre, de várják a múzeumok és levéltárak érdeklődését is. Az EOD-konzorcium példaként szolgálhat bármilyen európai kulturális intézmény számára, hogyan kell egy nemzetközi kulturális együttműködést üzemeltetni a legmodernebb technológiák alkalmazásával.

## Története
A kezdeményezés 2006 októberében indult és 2008 júniusáig az eTen program keretében működött, amelyben 8 ország 13 könyvtára vett részt. A bővülés jelenleg[mikor?] is tart, hónapról hónapra több európai könyvtár kapcsolódik be az együttműködésbe.

## Küldetése
„Minden európai könyvből legyen e-könyv!” Az európai könyvtárak számtalan, 1500 és 1900 között kiadott könyvvel rendelkeznek. A könyvek kora és értéke miatt az ezekhez történő hozzáférés sok esetben korlátozott. A ritka és értékes könyvekhez csak a kutatók jutnak hozzá, gyakran a könyvet az állapota miatt nem lehet kézbe venni, illetve az utazás az adott könyvtárba költséges lehet. Az EOD-szolgáltatással ezek a rejtett kincsek mindenki számára hozzáférhetővé válnak digitalizált formában. Az olvasók a könyvtári katalógusokon keresztül rendelhetnek e-könyveket. Ezek az e-könyvek később elérhetőek lesznek az intézmények digitális könyvtáraiban, valamint az Europeanában, az Európai Digitális Könyvtárban.

## Feladatok
A projekt feladata, hogy a más kulturális intézményekkel megossza tapasztalatait és jó példával szolgáljon a hatékony együttműködés terén, elősegítse az interkulturális párbeszédet a régi könyvek olvasói és felhasználói között a Web 2.0-s technológiák segítségével.

## Részt vevő intézmények
- Bajor Állami Könyvtár
- Humboldt Egyetem Könyvtára, Berlin
- Szlovén Nemzeti és Egyetemi Könyvtár
- Észt Nemzeti Könyvtár
- Portugál Nemzeti Könyvtár
- Országos Széchényi Könyvtár
- Dán Királyi Könyvtár, Nemzeti Könyvtár és Koppenhágai Egyetemi Könyvtár
- Pozsonyi Egyetemi Könyvtár
- Grazi Egyetemi Könyvtár
- Greifswaldi Egyetemi Könyvtár
- Regensburgi Egyetemi Könyvtár
- Innsbrucki Egyetemi Könyvtár
- Bécsi Egyetemi Könyvtár
- Moraviai Könyvtár, Brno
- Párizsi Orvosi és Fogorvosi Tudományos Könyvtár
- Szász Állami és Egyetemi Könyvtár
- Tartui Egyetemi Könyvtár
- Olomouci Kutatókönyvtár
- Bécsi Városi Könyvtár
- Bécsi Orvostudományi Egyetem Könyvtára
- Cseh Tudományos Akadémia Könyvtára
- Cseh Nemzeti Műszaki Könyvtár
- Magyar Tudományos Akadémia Könyvtára – EOD az MTA Könyvtárában
- Umeåi Egyetemi könyvtár